# Amanda Crawford (vận động viên chạy nước rút)
Amanda Crawford (sinh ngày 15 tháng 5 năm 1999) là một vận động viên chạy nước rút Grenadian sinh ra ở Mỹ, chuyên về 400 mét. Năm 2016, cô đại diện cho Grenada tại CARIFTA Games và giành huy chương bạc ở nội dung 400m, ở hạng mục nữ dưới 18 tuổi. Cô cũng là thành viên của đội tiếp sức 4X400m nữ, người đã giành được huy chương bạc tại Giải vô địch điền kinh và điền kinh OECS 2016 cùng các đồng đội Meleni Rodney, Kenisha Pascal và Kanika Beckles.
Cô trở lại Grenada vào năm 2017 cho chức vô địch điền kinh của OECS và là thành viên của hai đội tiếp sức giành được huy chương. Cô dẫn đầu vào đội tiếp sức 4 x100m, xếp thứ ba và chạy chặng thứ ba cho đội tiếp sức nữ 4 x 400m, giành được huy chương bạc trong khi vẫn chạy nhanh hơn kỷ lục đã thiết lập trước đó.
Mùa giải 2018 của Amanda được nhấn mạnh bằng kết thúc ở vị trí thứ hai trong trận chung kết 400m tại Giải vô địch điền kinh & điền kinh ngoài trời NCAA Division II trong thời gian tốt nhất cá nhân là 52,90 giây. Cô đã được chọn để đại diện cho Grenada trong Giải vô địch U20 thế giới IAAF 2018 tại sân vận động Tampere ở Tampere, Phần Lan. Cô đứng thứ hai tại vòng loại thứ năm của 400m nữ với thời gian 54,37 giây. Sau đó, cô tiến vào bán kết nhưng không thể tiến vào chung kết do vị trí thứ sáu của cô trong trận bán kết thứ ba trong thời gian 54,36 giây.
Vào tháng 7 năm 2018, đội tuyển tại trường của Amanda, Đại học Saint Augustine, đã được Hiệp hội Huấn luyện viên điền kinh và điền kinh Hoa Kỳ (USTFCCCA) bầu chọn là Nhóm học giả nữ của NCAA Division II. Vào ngày 13 tháng 12 cùng năm, có thông báo rằng Đại học Saint Augustine đã giành được hai giải thưởng Accusplit Relay khi điều hành NCAA Division II về nhanh nhất trong các chặng tiếp sức 4x200 và 4x400 của phụ nữ vào năm 2018. Amanda là vận động viên tham gia cả hai đội.

## Kỷ lục
| Năm                  | Giải đấu                             | Địa điểm                               | Thứ hạng             | Nội dung             | Chú thích            |
| Representing Grenada | Representing Grenada                 | Representing Grenada                   | Representing Grenada | Representing Grenada | Representing Grenada |
| -------------------- | ------------------------------------ | -------------------------------------- | -------------------- | -------------------- | -------------------- |
| 2016                 | CARIFTA Games                        | St. George's, Grenada                  | 2nd                  | 400 m (U18)          | 54.16                |
| 2016                 | OECS Track and Field Championships   | Tortola, British Virgin Islands        | 2nd                  | 4x400m Relay         | 3:41.75              |
| 2017                 | CARIFTA Games                        | Willemstad, Curacao                    | 7th                  | 400 m (U20)          | 56.81                |
| 2017                 | OECS Track and Field Championships   | Kirani James Athletic Stadium, Grenada | 4th                  | 200m                 | 25.05                |
| 2017                 | OECS Track and Field Championships   | Kirani James Athletic Stadium, Grenada | 3rd                  | 4 x 100m             | 47.24                |
| 2017                 | OECS Track and Field Championships   | Kirani James Athletic Stadium, Grenada | 2nd                  | 4 × 400 m Relay      | 3:37.48              |
| 2018                 | World U20 Championships in Athletics | Tampere, Phần Lan                      | 6th sf               | 400 m                | 54.36                |